# 1967年イタリアグランプリ
1967年イタリアグランプリ (1967 Italian Grand Prix、イタリア語: 1967 Gran Premio d'Italia) は、1967年のF1世界選手権第9戦として、1967年9月10日にモンツァ・サーキットで開催された。
27回目の「ヨーロッパグランプリ」の冠がかけられた本レースは、ホンダ・RA300を駆るジョン・サーティースが優勝した。また、スタートライトが使用された最初のレースであった。

## レース概要

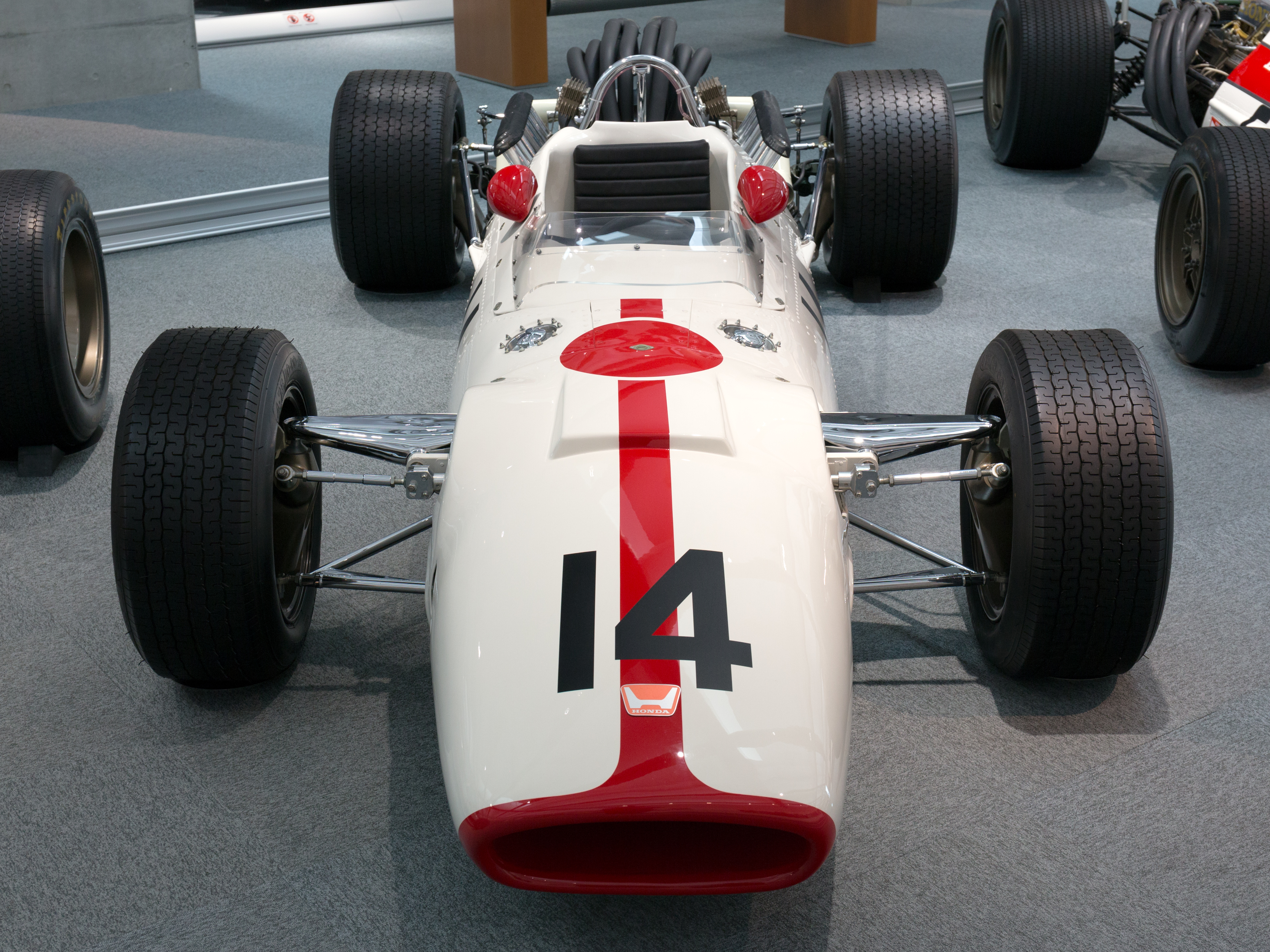
デビューウィンを果たしたホンダ・RA300（ホンダコレクションホール所蔵）

### ホンダ・RA300の製造から完成まで
ホンダは重量過多で整備性の悪いRA273に見切りを付け、新車を投入することに踏み切った。ローラの協力を取り付け、同社のインディ500用マシンT90をベースに1ヶ月の突貫工事でRA300は製造された。本レースに対してぎりぎりの8月31日に完成したRA300はグッドウッド・サーキットでシェイクダウンを行い、モンツァに乗り込んだ。RA300がモンツァに登場した際には、ホンダとローラの合作であることから「ホンドーラ」と揶揄された。

### エントリー
チームメイトの度重なる事故にショックを受けてフェラーリを離れた前年のイタリアGPの覇者ルドビコ・スカルフィオッティがイーグルの2台目でスポット参戦した。ホームグランプリを迎えるフェラーリは、新たに軽量化された4バルブエンジンを開発し、クリス・エイモンに託した。クーパーはエンナ・ペルグーサでのF2レースの事故から回復途上のペドロ・ロドリゲスに代わり、F2の新星ジャッキー・イクスをスポット起用した。地元出身のジャンカルロ・バゲッティは、チーム・ロータスから3台目の49でスポット参戦した。エントリーの詳細については、後述の#エントリーリストを参照されたい。

### 予選
ロータス・49には信頼性の問題が残っていたが、ジム・クラークはもはや当たり前のようにポールポジションを獲得した。フロントローはクラークの他、ジャック・ブラバムとブルース・マクラーレンが占め、2列目はエイモンとダン・ガーニー、3列目はデニス・ハルム、ジャッキー・スチュワート、グラハム・ヒルが占めた。新車RA300を走らせるジョン・サーティースは金曜日のプラクティスから本格的な走行チェックやセットアップを行うが、左フロントのアッパーアームの不具合が出て応急措置を施すため、スペアカーとして持ち込んだRA273を走らせた。土曜日の最終プラクティス前に応急措置を終えたRA300だったが、プラクティス開始直後から激しい雨が降り、セッションは中断した。雨がやんだ後、レース主催者はプラクティスを30分延長した。完全ウエットに近い状況の中で最小限のセットアップを行ったが、RA273より速いという確信を持った。サーティースは4列目の9番グリッドからスタートする。

### 決勝
スタートからブラバムがリードするが、2周目にガーニーがリードを奪い、ヒル、クラーク、マクラーレン、スチュワート、ハルムが続く。3周目の終わりまでにクラークがリードし、2周後にはガーニーがエンジントラブルでリタイアとなり、ヒルが2位に浮上した。そして、2台のロータスを追うハルムがリードを奪った。ここからロータス勢はいつものように問題にぶつかる。クラークは13周目にタイヤがパンクして予定外のピットインを強いられ、周回遅れとなってしまった。ヒルはブラバム勢と先頭集団を形成しトップを入れ替えていたが、その後ハルムはエンジントラブルでリタイアした。クラークは猛烈な追い上げを見せ、ヒルがブラバムから逃げるのを手助けした。それはまたクラークが同一周回に戻るのを助けた。サーティースはマクラーレンやエイモンなどと第2集団を形成し、その先頭に出る。
クラークはサーティースを抜いて3位に浮上し、59周目にヒルがエンジントラブルでリタイアすると2位まで順位を戻した。そして首位のブラバムも抜き、ついに首位奪取に成功した。サーティースもブラバムを抜いた。首位を奪い返したクラークだったが、最終ラップに燃料ポンプのトラブルに見舞われ優勝争いから滑り落ちると、サーティースとブラバムの一騎打ちとなった。最終コーナー「パラボリカ」の入口でブラバムがサーティースのインに飛び込む。しかし、その先にはヒルがリタイアした際にこぼしたオイルの跡が残っており、ブラバムはこれに乗って姿勢を乱してアウト側に大きく膨らむ。一瞬ラインを大きく交差させ、サーティースは最後の直線に差し掛かるところで再びイン側につけると、アクセルを踏む右足に渾身の力を込める。姿勢を取り戻したブラバムは軽量ボディの加速の良さでサーティースとの差を縮めるが、チェッカーフラッグが振られた時、サーティースのホンダ・RA300はまだわずか1車身だけブラバムより前にあった。この結果、サーティースはホンダにRA300のデビューウィンと1965年メキシコGP以来となる2勝目をもたらした。サーティースがフェラーリを去ったことを惜しみつつ、依然として彼を愛してやまないイタリアの観客たちは、その勝利を目にして歓びに沸き返った。レース後の表彰式では、フェラーリ時代のチームメイトで4ヶ月前の第2戦モナコGPの事故で亡くなったロレンツォ・バンディーニの未亡人から優勝カップが授与された。僅差で敗れたブラバムだったが、この2位でブラバムの2年連続となるコンストラクターズチャンピオンを決定させ、ドライバーズチャンピオン争いもブラバムとハルムのブラバム勢に絞られた。

## エントリーリスト
| チーム                                                      | No. | ドライバー                   | コンストラクター | シャシー | エンジン                         | タイヤ |
| ----------------------------------------------------------- | --- | ---------------------------- | ---------------- | -------- | -------------------------------- | ------ |
| スクーデリア・フェラーリ SpA SEFAC                          | 2   | クリス・エイモン             | フェラーリ       | 312/67   | フェラーリ 242 3.0L V12          | F      |
| ブルース・マクラーレン・モーターレーシング                  | 4   | ブルース・マクラーレン       | マクラーレン     | M5A      | BRM P142 3.0L V12                | G      |
| ロブ・ウォーカー/ジャック・ダーラッシャー・レーシングチーム | 6   | ジョー・シフェール           | クーパー         | T81      | マセラティ 9/F1 3.0L V12         | F      |
| アングロ・アメリカン・レーサーズ                            | 8   | ダン・ガーニー               | イーグル         | T1G      | ウェスレイク 58 3.0L V12         | G      |
| アングロ・アメリカン・レーサーズ                            | 10  | ルドビコ・スカルフィオッティ | イーグル         | T1G      | ウェスレイク 58 3.0L V12         | G      |
| ギ・リジェ                                                  | 12  | ギ・リジェ                   | ブラバム         | BT20     | レプコ 620 3.0L V8               | F      |
| ホンダ・レーシング                                          | 14  | ジョン・サーティース         | ホンダ           | RA300    | ホンダ RA273E 3.0L V12           | F      |
| ブラバム・レーシング・オーガニゼーション                    | 16  | ジャック・ブラバム           | ブラバム         | BT24     | レプコ 740 3.0L V8               | G      |
| ブラバム・レーシング・オーガニゼーション                    | 18  | デニス・ハルム               | ブラバム         | BT24     | レプコ 740 3.0L V8               | G      |
| チーム・ロータス                                            | 20  | ジム・クラーク               | ロータス         | 49       | フォード・コスワース DFV 3.0L V8 | F      |
| チーム・ロータス                                            | 22  | グラハム・ヒル               | ロータス         | 49       | フォード・コスワース DFV 3.0L V8 | F      |
| チーム・ロータス                                            | 24  | ジャンカルロ・バゲッティ     | ロータス         | 49       | フォード・コスワース DFV 3.0L V8 | F      |
| ヨアキム・ボニエ・レーシングチーム                          | 26  | ヨアキム・ボニエ             | クーパー         | T81      | マセラティ 9/F1 3.0L V12         | F      |
| エキュリー・フィリピネッティ                                | 28  | アンドレア・デ・アダミッチ 1 | クーパー         | T81      | マセラティ 9/F1 3.0L V12         | F      |
| クーパー・カー・カンパニー                                  | 30  | ヨッヘン・リント             | クーパー         | T86      | マセラティ 10/F1 3.0L V12        | F      |
| クーパー・カー・カンパニー                                  | 32  | ジャッキー・イクス           | クーパー         | T81B     | マセラティ 10/F1 3.0L V12        | F      |
| オーウェン・レーシング・オーガニゼーション                  | 34  | ジャッキー・スチュワート     | BRM              | P115     | BRM P75 3.0L H16                 | G      |
| オーウェン・レーシング・オーガニゼーション                  | 36  | マイク・スペンス             | BRM              | P83      | BRM P75 3.0L H16                 | G      |
| レグ・パーネル・レーシング                                  | 38  | クリス・アーウィン           | BRM              | P83      | BRM P75 3.0L H16                 | F      |
| イアン・ラビー・レーシング                                  | 40  | トレバー・テイラー 2         | マクラーレン     | M2B      | クライマックス FWMV 2.0L V8      | F      |
| ソース:                                                     |     |                              |                  |          |                                  |        |

追記
- ^1 - エントリーしたが出場せず[17]
- ^2 - マシンが準備できず[17]

## 結果

### 予選
| 順位    | No. | ドライバー                   | コンストラクター      | タイム  | 差    | グリッド |
| ------- | --- | ---------------------------- | --------------------- | ------- | ----- | -------- |
| 1       | 20  | ジム・クラーク               | ロータス-フォード     | 1:28.50 | -     | 1        |
| 2       | 16  | ジャック・ブラバム           | ブラバム-レプコ       | 1:28.80 | +0.30 | 2        |
| 3       | 4   | ブルース・マクラーレン       | マクラーレン-BRM      | 1:29.31 | +0.81 | 3        |
| 4       | 2   | クリス・エイモン             | フェラーリ            | 1:29.35 | +0.85 | 4        |
| 5       | 8   | ダン・ガーニー               | イーグル-ウェスレイク | 1:29.38 | +0.88 | 5        |
| 6       | 18  | デニス・ハルム               | ブラバム-レプコ       | 1:29.46 | +0.96 | 6        |
| 7       | 34  | ジャッキー・スチュワート     | BRM                   | 1:29.60 | +1.10 | 7        |
| 8       | 22  | グラハム・ヒル               | ロータス-フォード     | 1:29.70 | +1.20 | 8        |
| 9       | 14  | ジョン・サーティース         | ホンダ                | 1:30.30 | +1.80 | 9        |
| 10      | 10  | ルドビコ・スカルフィオッティ | イーグル-ウェスレイク | 1:30.80 | +2.30 | 10       |
| 11      | 30  | ヨッヘン・リント             | クーパー-マセラティ   | 1:31.30 | +2.80 | 11       |
| 12      | 36  | マイク・スペンス             | BRM                   | 1:32.10 | +3.60 | 12       |
| 13      | 6   | ジョー・シフェール           | クーパー-マセラティ   | 1:32.30 | +3.80 | 13       |
| 14      | 26  | ヨアキム・ボニエ             | クーパー-マセラティ   | 1:32.50 | +4.00 | 14       |
| 15      | 32  | ジャッキー・イクス           | クーパー-マセラティ   | 1:33.00 | +4.50 | 15       |
| 16      | 38  | クリス・アーウィン           | BRM                   | 1:33.20 | +4.70 | 16       |
| 17      | 24  | ジャンカルロ・バゲッティ     | ロータス-フォード     | 1:35.20 | +6.70 | 17       |
| 18      | 12  | ギ・リジェ                   | ブラバム-レプコ       | 1:37.30 | +8.80 | 18       |
| ソース: |     |                              |                       |         |       |          |

### 決勝
| 順位    | No. | ドライバー                   | コンストラクター      | 周回数 | タイム/リタイア原因 | グリッド | ポイント |
| ------- | --- | ---------------------------- | --------------------- | ------ | ------------------- | -------- | -------- |
| 1       | 14  | ジョン・サーティース         | ホンダ                | 68     | 1:43:45.0           | 9        | 9        |
| 2       | 16  | ジャック・ブラバム           | ブラバム-レプコ       | 68     | +0.2                | 2        | 6        |
| 3       | 20  | ジム・クラーク               | ロータス-フォード     | 68     | +23.1               | 1        | 4        |
| 4       | 30  | ヨッヘン・リント             | クーパー-マセラティ   | 68     | +56.6               | 11       | 3        |
| 5       | 36  | マイク・スペンス             | BRM                   | 67     | +1 Lap              | 12       | 2        |
| 6       | 32  | ジャッキー・イクス           | クーパー-マセラティ   | 66     | +2 Laps             | 15       | 1        |
| 7       | 2   | クリス・エイモン             | フェラーリ            | 64     | +4 Laps             | 4        |          |
| Ret     | 22  | グラハム・ヒル               | ロータス-フォード     | 58     | エンジン            | 8        |          |
| Ret     | 6   | ジョー・シフェール           | クーパー-マセラティ   | 50     | アクシデント        | 13       |          |
| Ret     | 24  | ジャンカルロ・バゲッティ     | ロータス-フォード     | 50     | エンジン            | 17       |          |
| Ret     | 4   | ブルース・マクラーレン       | マクラーレン-BRM      | 46     | エンジン            | 3        |          |
| Ret     | 26  | ヨアキム・ボニエ             | クーパー-マセラティ   | 46     | オーバーヒート      | 14       |          |
| Ret     | 34  | ジャッキー・スチュワート     | BRM                   | 45     | エンジン            | 7        |          |
| Ret     | 18  | デニス・ハルム               | ブラバム-レプコ       | 30     | オーバーヒート      | 6        |          |
| Ret     | 12  | ギ・リジェ                   | ブラバム-レプコ       | 26     | エンジン            | 18       |          |
| Ret     | 38  | クリス・アーウィン           | BRM                   | 16     | 燃料噴射装置        | 16       |          |
| Ret     | 10  | ルドビコ・スカルフィオッティ | イーグル-ウェスレイク | 5      | エンジン            | 10       |          |
| Ret     | 8   | ダン・ガーニー               | イーグル-ウェスレイク | 4      | エンジン            | 5        |          |
| ソース: |     |                              |                       |        |                     |          |          |

ファステストラップ
- ジム・クラーク - 1:28.5（26周目）

ラップリーダー
- ダン・ガーニー - 2周 (Lap 1-2)
- ジム・クラーク - 16周 (Lap 3-9, 11-12, 61-67)
- デニス・ハルム - 9周 (Lap 10, 13-15, 17, 24-27)
- ジャック・ブラバム - 3周 (Lap 16, 59-60)
- グラハム・ヒル - 37周 (Lap 18-23, 28-58)
- ジョン・サーティース - 1周 (Lap 68)

## 第9戦終了時点のランキング
|         | 順位 | ドライバー           | ポイント |
| ------- | ---- | -------------------- | -------- |
|         | 1    | デニス・ハルム       | 43       |
|         | 2    | ジャック・ブラバム   | 40       |
| 1       | 3    | ジム・クラーク       | 23       |
| 1       | 4    | クリス・エイモン     | 20       |
| 4       | 5    | ジョン・サーティース | 17       |
| ソース: |      |                      |          |

|         | 順位 | コンストラクター    | ポイント |
| ------- | ---- | ------------------- | -------- |
|         | 1    | ブラバム-レプコ     | 57       |
|         | 2    | ロータス-フォード   | 26       |
|         | 3    | クーパー-マセラティ | 24       |
|         | 4    | フェラーリ          | 20       |
| 2       | 5    | ホンダ              | 17       |
| ソース: |      |                     |          |

- 注:  トップ5のみ表示。前半6戦のうちベスト5戦及び後半5戦のうちベスト4戦がカウントされる。